# Paysage avec la Parabole du Bon Samaritain
Paysage avec la Parabole du Bon Samaritain est un tableau de paysage d'Henri Bles peint en 1511 ou plus tard au milieu du XVIe siècle. Il représente la parabole du Bon Samaritain, passage biblique de l'Évangile selon Luc, dans un paysage inspiré de la région de Dinant en Belgique. Le tableau est réalisé en 1511 d'après un monogramme sur le tableau mais pourrait en réalité avoir été réalisé entre 1530 et 1560, d'après la naissance du peintre aux environs de 1500.
Le tableau entre dans la collection d'Henry Perpète à Dinant avant de passer dans la collection de la Société archéologique de Namur. Au cours du XXe siècle, il est transféré au TreM.a de Namur et est classé dans la liste des biens classés de la Communauté française en 2010.

## Description
Le tableau, une peinture à l'huile sur bois (un panneau de chêne) dont les dimensions sont de 84,1 cm sur 113,4 cm, représente différentes scènes de la parabole du Samaritain. Un monogramme est présent au-dessus du monogramme du peintre, datant le tableau à l'an 1511.

### Description de Bequet
Alfred Bequet, publieur de l'ancienne collection Perpète - Henry de Dinant, dans les Annales du Cercle d'Archéologie de Namur, décrit en 1863 le tableau de Bles.

« A gauche, une forêt qui se termine au bord du cadre par un gros arbre creux; un terrain raviné et semé de blocs de rochers, enfin un grand chemin qui se dirige vers un village, tel est l'aspect général du premier plan. Plus loin nous trouvons les motifs favoris de Bles, le ruisseau, le moulin et le sentier qui va se perdre sous les grands arbres du verger qui l'entoure. Ces arbres parfaitement groupés, recouvrent une colline qui s'étend jusqu'au village situé à droite dans le tableau. Au sommet de la colline s'élève un haut rocher aux formes bizarres, il est couronné de constructions d'un aspect un peu étranger: c'est la ville Sainte; elle semble inaccessible, les défenses nombreuses en rendent l'approche très difficile. L'artiste s'est plu à en hérisser le chemin, qui s'aperçoit au milieu des roches, d'obstacles de toutes sortes: tantôt c'est un pont jeté sur les précipices, tantôt il faut gravir les échelles, pénétrer dans les gorges, passer sous des portes défendues d'une façon formidable. Quelques petits personnages semblent néanmoins lutter contre toutes ces difficultés du chemin. Au fond du tableau, on aperçoit une large rivière; elle coule d'abord entre des collines peu élevées, semées de quelques habitations, puis les rives se rétrécissent, le fleuve serpente entre de hauts rochers, et tout dans le fond, une petite ville fortifiée, dominée par un château fort, dessine sa pittoresque silhouette dans l'horizon vaporeux du tableau. Il est impossible de ne pas reconnaître ici, de même que dans le tableau de Florence, le caractère, l'aspect général de Bouvignies. »

— Alfred Bequet
Bequet mentionne un ruisseau, un moulin et un sentier se perdant dans des arbres qu'il décrit comme étant les motifs favoris de Bles. Ces motifs, on les retrouve dans plusieurs autres tableaux du peintre : Paysage avec l'Offrande d'Isaac (les trois motifs), Paysage avec Saint-Christophe (un ruisseau), Paysage avec la Fuite en Égypte (un sentier), Paysage avec la Parabole de la Miséricorde (un ruisseau et un sentier), Paysage avec le Sermon de Jean-Baptiste (un ruisseau et un moulin), pour n'en citer que quelques-uns.
La ville Sainte est la ville de Jérusalem, dans l'actuelle Israël et Palestine. Quand Bequet fait référence au tableau de Florence, il pourrait s'agir du tableau Paysage avec mines conservé à la Galerie des Offices à Florence.

Les rochers représentent le thème le plus récurrent chez Bles ; ils sont similaires à ceux d'autres rochers peints par Bles : Prédication de Jean-Baptiste, Sacrifice d'Abraham, Paysage avec mines, Paysage avec mine et fuite en Égypte et Bon Samaritain. Ce dernier, dont le nom est assez évocateur au tableau Paysage avec la Parabole du Bon Samaritain, avec le même type de rocher en second et troisième plan et la même forêt à la gauche du premier plan, semble être une copie.

Rochers sur d'autres tableaux de Bles
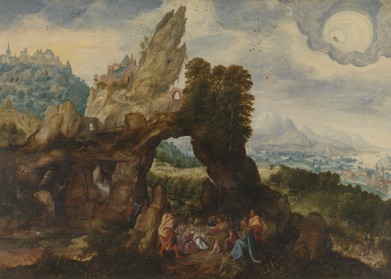
Prédication de Jean-Baptiste
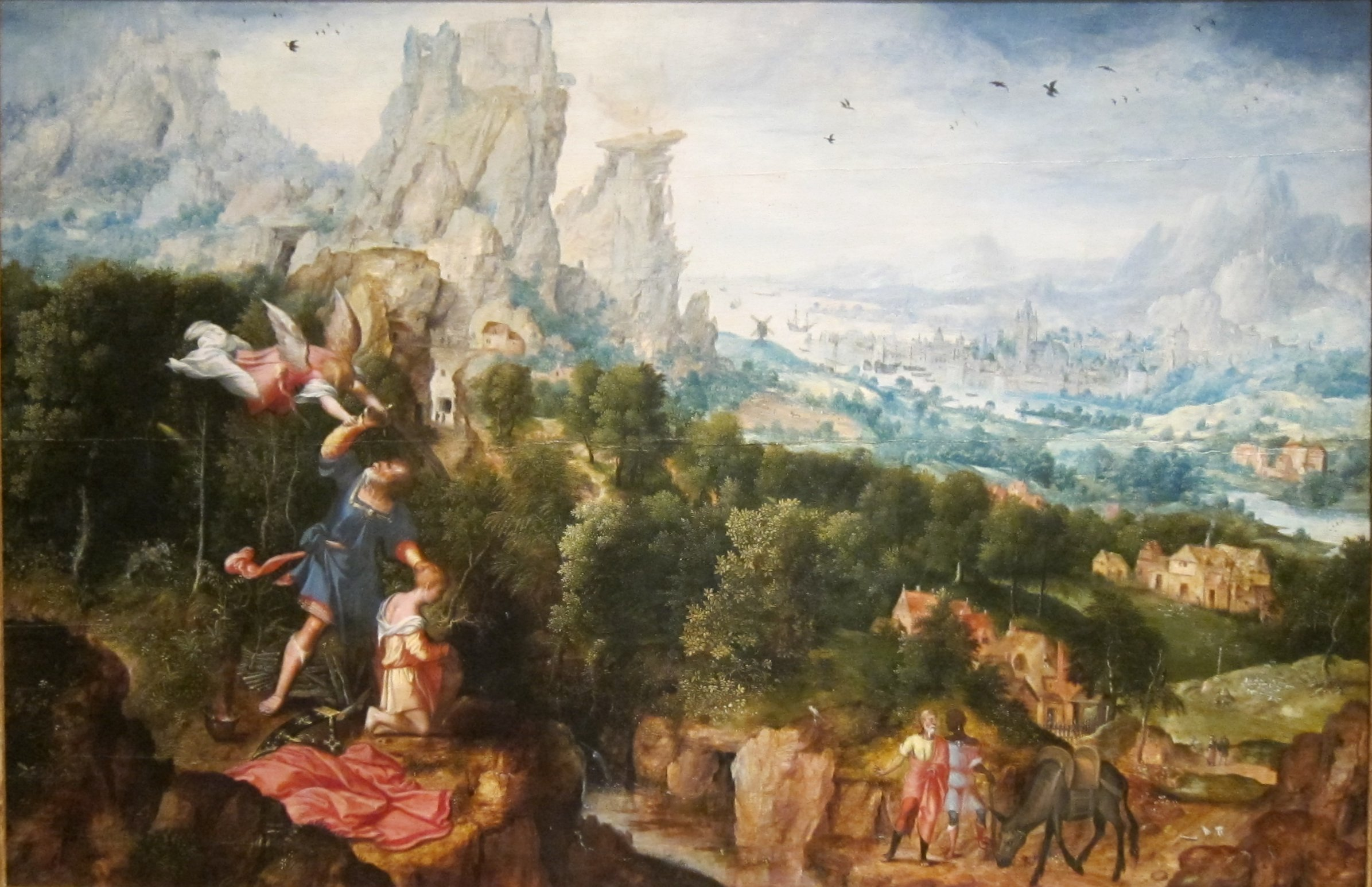
Sacrifice d'Abraham
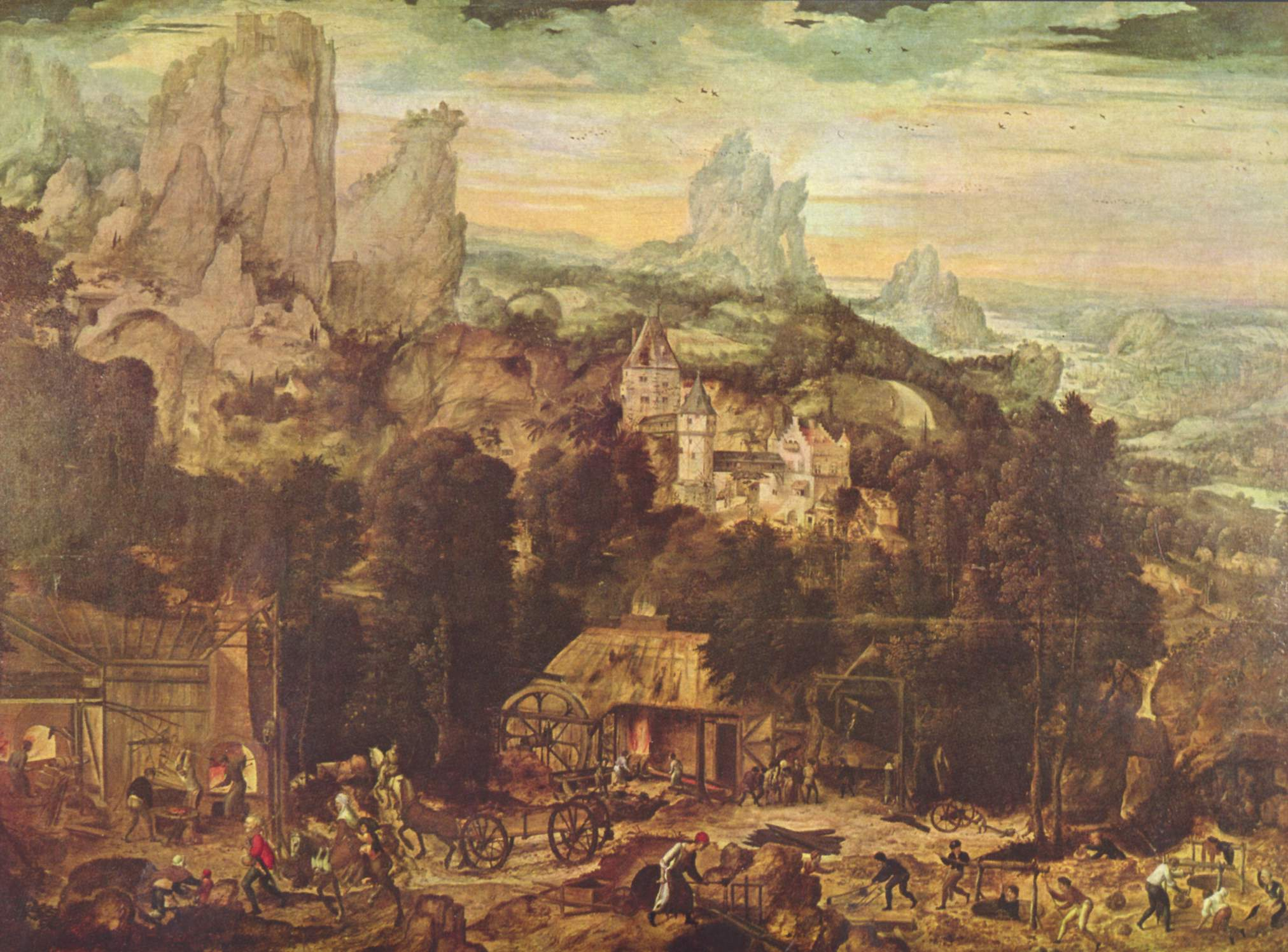
Paysage avec mines
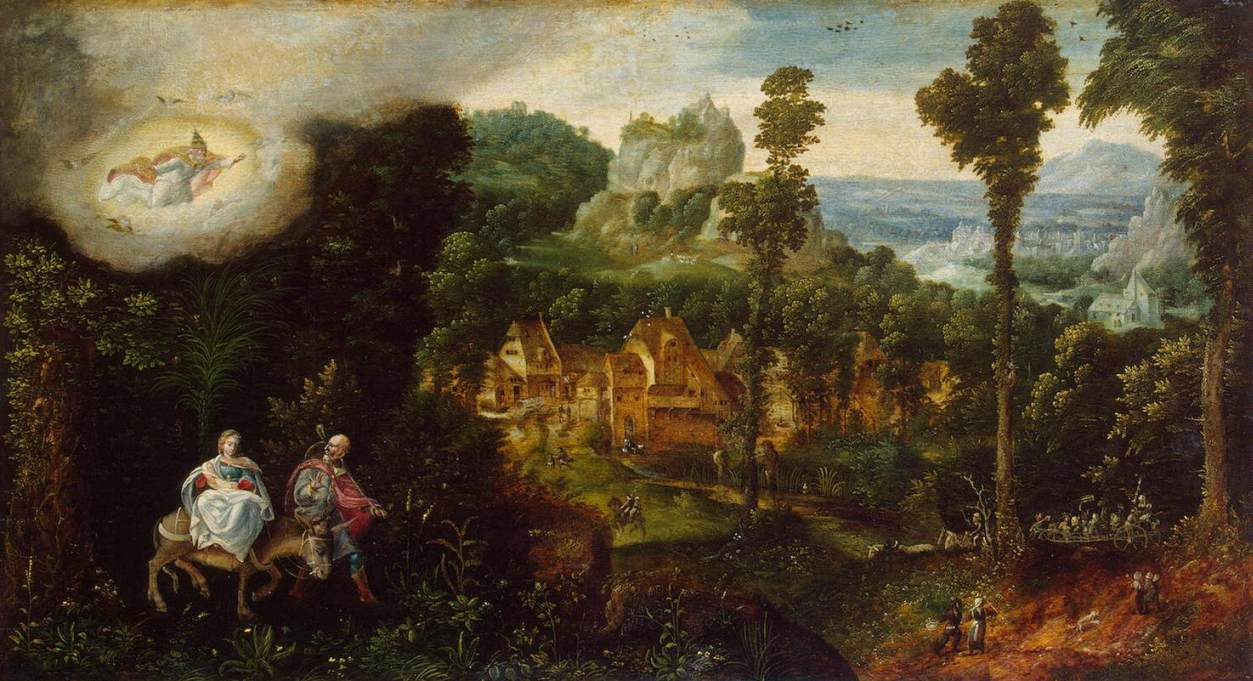
Paysage avec la fuite en Égypte
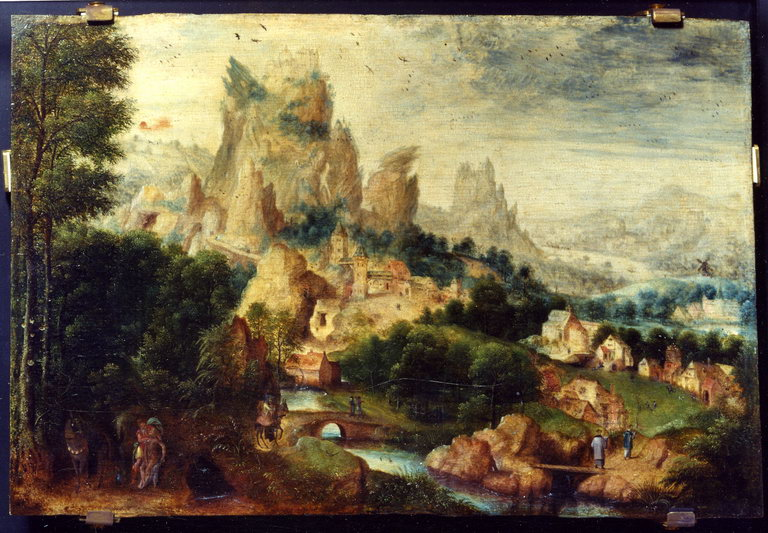
Bon Samaritain

Bequet décrit en plus les différents épisodes de la parabole du Samaritain qui animent le paysage du tableau. Il raconte que le tableau est divisé en trois images. Il décrit en quelques lignes une ressemblance au tableau Paysage avec mines. Ce sont ces ressemblances qui affirment avec certitude l'appartenance du tableau à Bles.

« Différents épisodes de la parabole du Samaritain animent ce paysage, en formant pour ainsi dire une triple image. Au premier plan le bon Samaritain verse le baume sur les blessures du voyageur étendu sur le sol et dépouillé de ses vêtements. A gauche sous les arbres de la forêt, on voit deux soldats armés portant les dépouilles du voyageur; puis le lévite et le prêtre s'éloignent. Un grand nombre d'animaux animent en outre la forêt: ce sont des licornes, des hippopotames, des ours, etc. On aperçoit dans le grand chemin, le bon Samaritain amenant le blessé sur sa mule; il se dirige vers le village. Là se trouve le troisième épisode: il a déposé le voyageur dans une hôtellerie sur la place et il fait, avant de s'éloigner, ses dernières recommandations à l'aubergiste. D'autres petites figures animent encore çà et là le paysage. »

— Alfred Bequet
En ce qui concerne le découpage du paysage, que Bequet coupe en trois, Denis Ribouillault partage un avis selon lequel les principaux défauts des paysages peints par Bles sont ces fameux découpages et donne comme exemple le tableau Paysage avec la Parabole du Bon Samaritain, en disant qu'il n'y a pas de liens entre les découpages.

### Définitions et passage biblique
Il est bon de définir quelques notions. Qu'est-ce qu'un paysage? Le dictionnaire Larousse donne différentes définitions à ce mot, dont une se rapportant au thème de la peinture, dans ce cas, un paysage est une « peinture, gravure ou dessin dont le sujet principal est la représentation d'un site naturel, rural ou urbain ». Dans le cas du tableau de Bles, on retrouve les trois formes de paysages. Les trois plans sont majoritairement naturels avec une touche rurale au second plan ainsi qu'une touche urbaine, la ville Sainte, sur le rocher. Les paysages des tableaux reprenant les rochers similaires à ceux du tableau du Bon Samaritain prennent pour origine la vallée mosane, plus particulièrement la région de Dinant, en Belgique, où est né Bles.
Une parabole se réfère ici à un récit allégorique servant à illustrer un propos. Il vient du grec παραϐολή (parabolê) signifiant en français une « juxtaposition, comparaison ». Ici, il s'agit de la parabole du Bon Samaritain présenté dans la Bible par saint Luc, dans le chapitre 10 :

« [25] Un professeur de la loi se leva et dit à Jésus pour le mettre à l'épreuve: «Maître, que dois-je faire pour hériter de la vie éternelle?» [26] Jésus lui dit: «Qu'est-il écrit dans la loi? Qu'y lis-tu?» [27] Il répondit: «Tu aimeras le Seigneur, ton Dieu, de tout ton cœur, de toute ton âme, de toute ta force et de toute la pensée, et ton prochain comme toi-même.» [28] «Tu as bien répondu, lui dit Jésus. Fais cela et tu vivras» [29] Mais lui, voulant se justifier, dit à Jésus: «Et qui est mon prochain?» [30] Jésus reprit la parole et dit: «Un homme descendait de Jérusalem à Jéricho. Il tomba entre les mains de brigands qui le dépouillèrent, le rouèrent de coups et s'en allèrent en le laissant à moitié mort. [31] Un prêtre qui, par hasard, descendait par le même chemin vit cet homme et passa à distance. [32] De même aussi un Lévite arriva à cet endroit; il le vit et passa à distance. [33] Mais un Samaritain qui voyageait arriva près de lui et fut rempli de compassion lorsqu'il le vit. [34] Il s'approcha et banda ses plaies en y versant de l'huile et du vin; puis il le mit sur sa propre monture, le conduisit dans une auberge et prit soin de lui. [35] Le lendemain, il sortit deux pièces d'argent, les donna à l'aubergiste et dit: «Prends soin de lui, et ce que tu dépenseras en plus, je te le rendrai à mon retour.» [36] Lequel de ces trois te semble avoir été le prochain de celui qui était tombé au milieu des brigands?» [37] «C'est celui qui a agi avec bonté envers lui», répondit le professeur de la loi. Jésus lui dit: «Va agir de la même manière, toi aussi.» »

— Bible
Ce passage de la Bible explique ainsi la description donnée de la parabole du Bon Samaritain par Bequet. On y retrouve les trois épisodes du tableau avec le Lévite, l'homme dépouillé et le Bon Samaritain qui emmène l'homme à l'auberge.

### Animaux
Plusieurs animaux sont représentés. On peut compter trois animaux domestiques, un âne (l'âne du Bon Samaritain), un lapin et un chien ainsi que des animaux de la forêt tels que des oiseaux et le hibou (monogramme de Bles). On peut apercevoir un animal imaginaire, la licorne.

## Monogrammes et datation
Le tableau contient deux monogrammes, un donnant la date et l'autre l'auteur. Le monogramme qui donne la date 1511 est situé au-dessus du monogramme du peintre. Ce dernier est représenté par une chouette que le peintre représente dans d'autres tableaux. Il est surnommé pour ce monogramme le « maître à la chouette ».
Le monogramme de la date pose cependant un problème. En effet, l'artiste serait né vers 1500 (ou 1510 dans l'ouvrage d'Éric et Lucy Larsen-Roman). Or, il serait impossible que le peintre ait pu peindre le tableau en 1511, date à laquelle il lui est attribué un âge d'une dizaine d'années. Cependant, les Larsen-Roman évoquent une possible naissance en 1490 en envisageant que l'artiste ait eus alors 20 ans lorsqu'il a peint le tableau voire une naissance en 1480. D'après la fédération Wallonie-Bruxelles et la Société archéologique de Namur, le tableau aurait plutôt été peint entre 1530 et 1560.

## Conservation

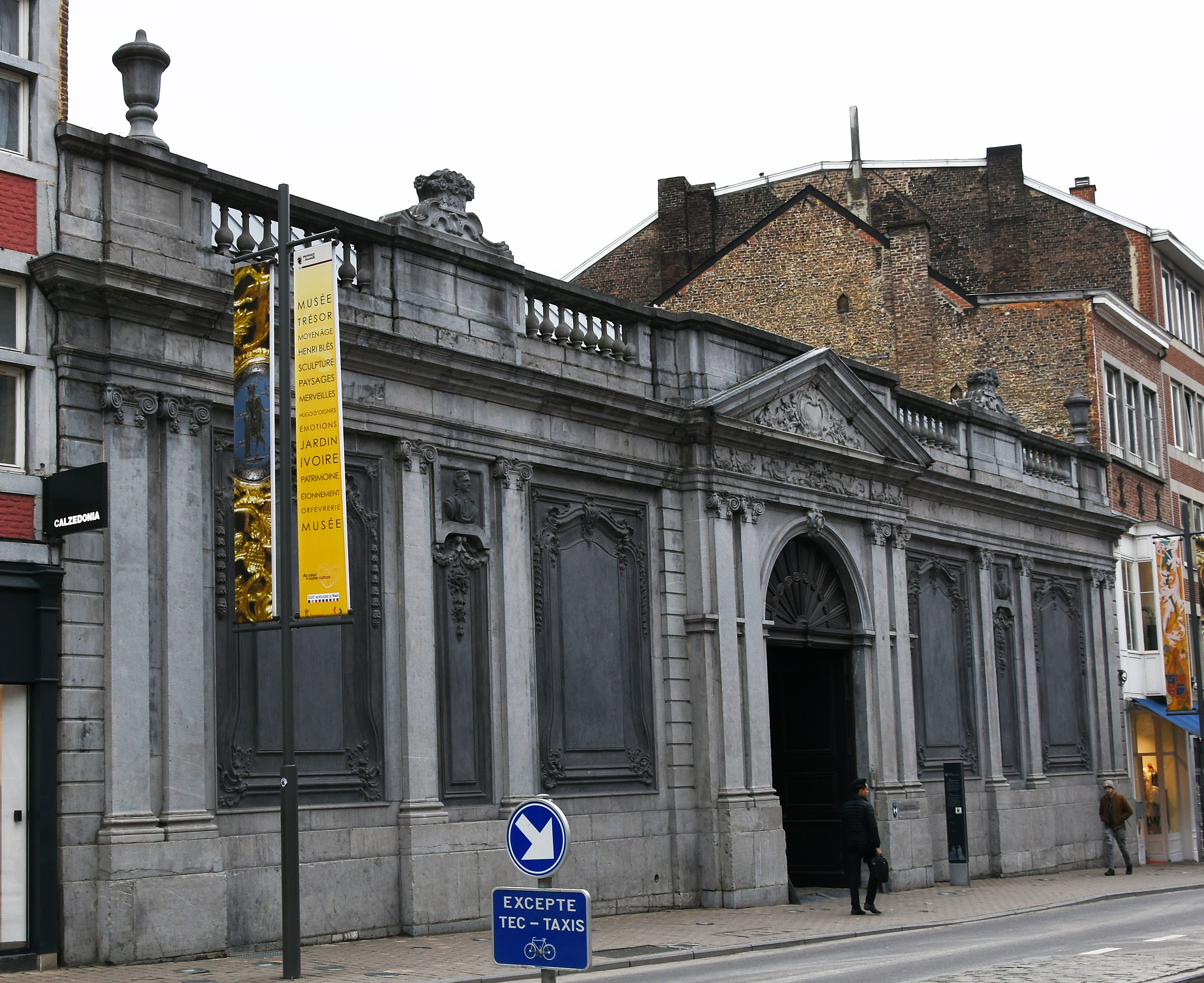
Façade du TreM.a où est conservé le tableau, à Namur.

Le tableau est conservé et exposé au TreM.a, le Musée provincial des arts anciens du Namurois. Ce musée comprend deux collections : le Trésor d'Oignies, pour l'orfèvrerie, et des peintures d'Henri Bles, dont le tableau de la Parabole du Bon Samaritain. Avant d'arriver dans la collection du TreM.a, le tableau était conservé dans la collection d'Henry Perpète à Dinant.
Le tableau fait partie de la liste des bien classés de la Communauté française de Belgique depuis le 26 mars 2010 et paru au Moniteur belge le 28 septembre de la même année.